# Jerzy Breitkopf

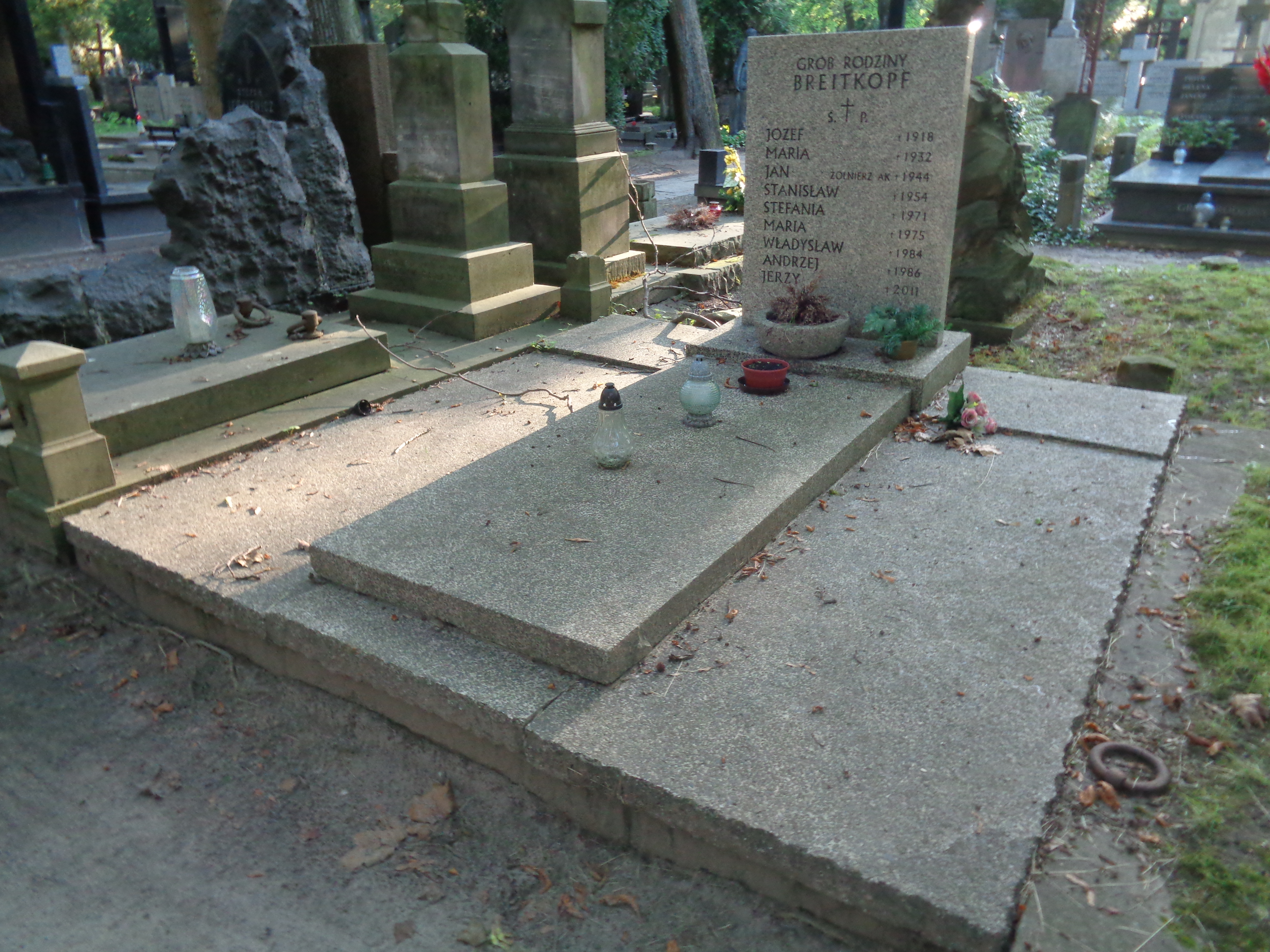
Nagrobek Jerzego Breitkopfa na cmentarzu Powązkowskim w Warszawie

Jerzy Breitkopf (ur. 13 września 1930 w Wilnie, zm. 20 maja 2011 w Warszawie) – polski prawnik, dziennikarz, działacz polityczny.

## Życiorys
Absolwent Uniwersytetu Warszawskiego, członek PZPR (1952-1990); w latach 1978–1983 dyrektor Biura Prezydialnego Rady Państwa, w latach 1984–1989 szef Kancelarii Rady Państwa, w latach 1990–1991 zastępca szefa Kancelarii Prezydenta RP Lecha Wałęsy.
W 1989 wyróżniony wpisem do Księgi zasłużonych dla województwa krośnieńskiego.
Został pochowany w grobowcu rodzinnym na cmentarzu Powązkowskim w Warszawie (kwatera 187-1-26/27).